# Llibreria

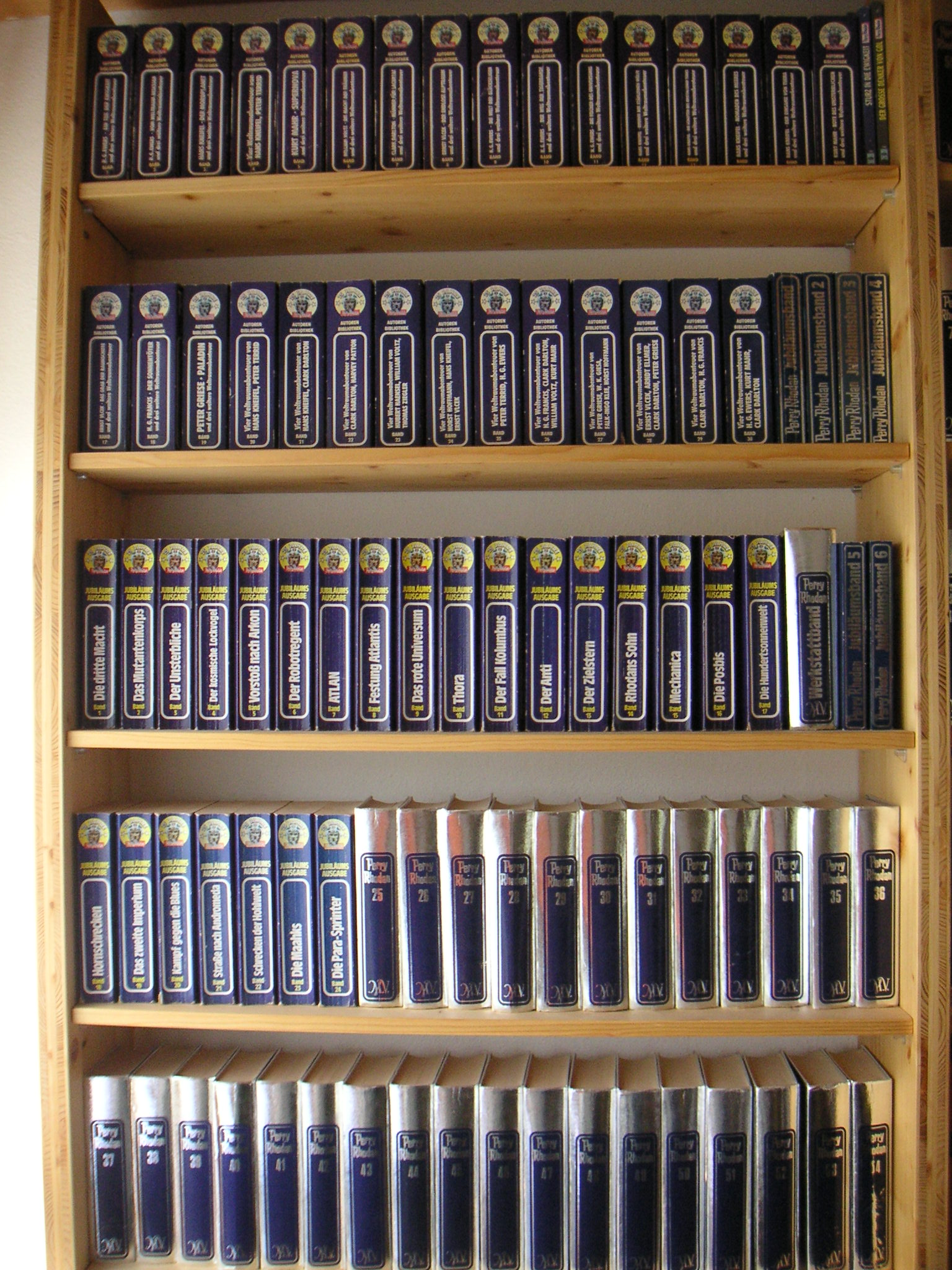
Llibreria

Una llibreria és un moble amb prestatges horitzontals que serveix per emmagatzemar llibres. Pot ser d'un sol prestatge o de diversos en forma d'armari, de vitrina o de prestatgeria.

## Història
Quan els llibres eren escrits a mà i no eren produïts en grans quantitats, s'emmagatzemaven en petites caixes. Quan s'acumulaven els volums de manuscrits en les cases religioses o les cases dels rics, s'emmagatzemaven en prestatges o rebosts: aquestes armaris de rebost són els predecessors directes dels llibreries actuals. Després es van treure les portes d'aquests mobles, cosa que va donar inici a l'evolució de la llibreria. No obstant això, els volums no eren acomodats com es fa ara: si estaven en posició horitzontal s'acomodaven en munts, i si estaven en posició vertical s'acomodaven amb el llom cap a la paret i el seu altre extrem cap a fora. La banda de cuir, vitel o pergamí que tancava el llibre sovint tenia inscrit el títol, de manera que aquest part donava cap a l'exterior del moble.
No va ser fins que la invenció de la impremta reduí els costos de la producció de llibres que es va començar a escriure el títol del llibre en el llom i a acomodar els llibres amb el llom cap a fora en els llibreries.
Les primers llibreries van ser fetes de roure. Aquest material és considerat per molts el més apropiat per a la construcció de llibreries per a biblioteques elegants.